# Black Crow on a Tombstone
«Black Crow on a Tombstone» es el tercer sencillo promocional de la banda noruega de black metal, Satyricon de su álbum de 2008 The age of Nero. Un videoclip fue rodado para esta canción.

## Lista de canciones
1. «Black Crow on a Tomstone» (3:53)

## Créditos
- Satyr - guitarra, bajo, teclado, voz
- Frost - batería
- Victor Brandt - bajo

- Datos: Q5785804